# Cal Noi Bayau
Cal Noi Bayau és una obra historicista de Vilassar de Dalt (Maresme) inclosa a l'Inventari del Patrimoni Arquitectònic de Catalunya.

## Descripció
Edifici civil conformat per planta baixa, dos pisos i està cobert la meitat per un terrat, i l'altre, per una teulada -coronada amb merlets- amb només una vessant.
Aquesta construcció domina tota la plaça de la vila, destacant la decoració de la façana -excepte la de la planta baixa, actualment local comercial-. Els elements ornamentals son de tipus neo-àrab, especialment els falsos arcs de ferradura lobulats i sostinguts per columnes. Aquestes arcuacions formen porxades o balconades als dos pisos i es tanquen amb baranes de pedra. Criden l'atenció les mènsules de sota el balcó del primer pis.
A les façanes laterals no hi ha decoració.